# Stade Robert Diochon
Het Stade Robert Diochon is een multifunctioneel stadion in Le Petit-Quevilly, een plaats in Frankrijk. Het stadion heette eerder Stade des Bruyeres.
Het stadion werd geopend in 1917. In 2003 werden de tribunes gerenoveerd. Dit was nodig vanwege de nieuwe veiligheidsnormen. De voetbalclub FC Rouen en de rugbyclub Rouen Normandie Rugby spelen hier de thuiswedstrijden.

## Interlands
| Voetbalinterlands | Voetbalinterlands | Voetbalinterlands     | Voetbalinterlands | Voetbalinterlands | Voetbalinterlands |
| №                 | Datum             | Wedstrijd             | Uitslag           | Competitie        | Toeschouwers      |
| ----------------- | ----------------- | --------------------- | ----------------- | ----------------- | ----------------- |
| 1                 | 5 april 1920      | Frankrijk – Engeland  | 0–5               | vriendschappelijk | 14.500            |
| 2                 | 8 april 1970      | Frankrijk – Bulgarije | 1–1               | vriendschappelijk | 22.000            |